# الیور نلسون
الیور نلسون (انگلیسی: Oliver Nelson؛ ‏ ۴ ژوئن ۱۹۳۲ – ۲۸ اکتبر ۱۹۷۵) آهنگساز، موسیقی‌دان و نوازندهٔ ساکسوفون و کلارینت اهل ایالات متحده آمریکا بود.
از فیلم‌ها یا مجموعه‌های تلویزیونی که وی در آن‌ها نقش داشته است، می‌توان به نایت گالری اشاره نمود.